# 宮澤正幸
宮澤 正幸（みやざわ まさゆき、1930年2月15日 - 2024年2月28日）は、日本のスポーツジャーナリスト。

## 略歴
神奈川県小田原市出身。日本大学を経て拓殖大学卒業。
1953年に大学卒業と同時に東京新聞社に入社し、校閲部にて勤務した後の翌年に日刊スポーツ新聞社へ転職して運動部記者を務めた。
日刊スポーツ時代はアマチュアスポーツ担当記者としてレスリング、柔道、相撲のほかに体操競技の取材・報道を行い、第18回夏季オリンピック東京大会（1964年）では柔道競技の取材を担当した。
また1972年ミュンヘンオリンピック体操競技で日本の塚原光男が鉄棒で初めて披露した大技を「月面宙返り」と命名したのも宮澤であったという。
日本初のオリンピック・メダリストとして知られた内藤克俊（1924年パリオリンピックレスリング・フリースタイルフェザー級銅メダリスト）について熱心に取材活動を展開し、その足跡を求めてアメリカ合衆国カリフォルニア州とペンシルベニア州、台湾、ブラジルを数度に亘って訪問するなどして記録を纏めたことで知られる。
また1962年アジア競技大会（インドネシア・ジャカルタ）に於いて、特派取材記者として派遣された際には当時のスカルノ大統領と単独会見に漕ぎ着け、スカルノから「1964年東京オリンピックに参加する」との言明を取り付けたスクープを発したことでも知られた。
2013年より母校の拓殖大学客員教授を務め、拓殖大学百年史編纂関係に全力を注いだ。
2019年頃に前立腺癌の手術を受けたが、取材意欲は最後まで衰えることはなかった。
2024年2月28日に死去。94歳没。

## 著作

### オリンピック関係
- 「遥かなるペンステート ― 幻の銅メダリスト 内藤克俊の生涯 ―」『別冊文藝春秋』217号 1996年 AUTUMN
- 「幻のメダリスト　内藤克俊の生涯」 『ゴング格闘技』　2011年７月号　イーストプレス社
- 「小錦が憧れる或る日本人」（※内藤克俊関連）『文藝春秋』1987年10月号
- 「『オリンポスの果実』の真実」　『Number 92』文藝春秋/『「文芸春秋」にみるスポーツ昭和史〈第1巻〉』文藝春秋 1988年8月
- 「東京オリンピックから40年：（第8回）お家芸、柔道の敗れた日」『OLYMPIAN』2004夏号 JOC 財団法人日本オリンピック委員会

### 相撲
- 「柏戸VS.大鵬」January 2000　『Number PLUS』文藝春秋
- 『昭和スポーツ列伝』 1992年7月10日　文藝春秋編　文春文庫ビジュアル版　ISBN 978-4-16-811818-0

第五章 格闘技
「角界に今なお輝く“不滅の69連勝”を達成した戦前の大横綱」　
〈双葉山定次〉
「栃若時代を築いて戦後の角界を牽引した江戸っ子横綱」　
〈栃錦清隆〉
「戦後の貧困から這い上がって一時代を築いた“土俵の鬼”」　
〈若乃花幹士〉
「“剛毅一直線”と“しなやかなる貪欲”がつくった柏鵬時代」　
〈柏戸剛　大鵬幸喜〉
「“ポスト大鵬”の一番手は、力の絶頂期に急逝した」　
〈玉の海正洋〉
「“強くて憎らしい”とまで言われた横綱は 実は大の照れ屋だった」　
〈北の湖敏満〉
「31回、史上2位の優勝を記録した“小さな大横綱”」　
〈千代の富士貢〉
「ジェシーからサリーへ、初のガイジン横綱誕生も達成間近？」　
〈高見山大五郎 小錦八十吉〉  
- 『熱血！　名力士列伝』　1993年2月10日　スポーツグラフィック「ナンバー」編　文春文庫ビジュアル版（信夫山・琴ヶ濱・鶴ヶ峰・朝潮・松登・大内山）
- （連載）私の奇跡の一枚 - 空前絶後!ジェット機で天翔けた『異能横綱』」　『相撲』2019年2月号　ベースボールマガジン社

### 柔道
- 『昭和スポーツ列伝』1992年7月10日 文藝春秋編 文春文庫ビジュアル版 ISBN 978-4-16-811818-0

第五章　格闘技 
「ライバル二人が日本に初めてオリンピック最重量級連覇をもたらした」　
〈山下泰裕　斉藤仁〉
「十三年間王座に君臨した“柔道界の麒麟児”とそのライバル」　
〈木村政彦　松本安市〉
「19人抜きの天才青年もヘーシンクに敗れ、柔道は国際化へ」　
〈神永昭夫〉
「10年連続日本一、女子柔道を今日の隆盛に導いた“女三四郎”」　
〈山口香〉
- 「ラシュワン東京貧乏物語」『文藝春秋』1988年10月号

### レスリング
- 『昭和スポーツ列伝』 1992年7月10日 文藝春秋編 文春文庫ビジュアル版 ISBN 978-4-16-811818-0

第五章　格闘技 
「ヘルシンキ五輪　ただ1人の日本人金メダリスト」　
〈石井庄八〉

### インドネシア
- 『GANEFO　その周辺 ― インドネシア変革期におけるスポーツ事情と拓殖大学の関係 ―』2005年3月25日 学校法人拓殖大学発行 宮澤正幸著
- 『インドネシア独立の夢 ― 特別青年隊始末記 ―』2000年3月 学校法人拓殖大学 創立百年史編纂室発行 若村光也著 宮澤正幸編

### その他
- 『大辞泉』1995年 小学館（執筆項目：スポーツ）ISBN 4-09-501212-9

### オリンピック
- JOC - 連載「東京オリンピックから40年」 JOC　財団法人日本オリンピック委員会
- 「日本レスリングの始祖　内藤克俊」 明治大学レスリング部
- 「八田一朗会長以前の日本レスリング史」 - ウェイバックマシン（2003年12月11日アーカイブ分） 今泉雄策
- 【1964年からの手紙】「公正に伝え 選手を守る　ジャーナリスト・宮沢正幸さん - ウェイバックマシン（2022年10月8日アーカイブ分） 東京新聞  2019年2月13日 2024年7月15日閲覧。
- 55年前と来年「東京五輪」を2回取材　89歳現役“格闘技記者”の凄すぎる取材歴 （粟野仁雄）デイリー新潮 2019年5月19日
- 【人間探訪】宮澤正幸 ー 再びの東京五輪へー九十で迎える「生涯一記者」の集大成。 - ウェイバックマシン（2019年6月29日アーカイブ分） （粟野仁雄）『潮』2018年7月号　潮出版社 2024年7月15日閲覧。

### レスリング
- 日本レスリング協会
  - 【東京オリンピック1年前・特集】2度の東京オリンピック取材を目指す89歳の現役記者、宮澤正幸さん (1)  2019年7月24日
  - 【東京オリンピック1年前・特集】2度の東京オリンピック取材を目指す89歳の現役記者、宮澤正幸さん (2)  2019年7月25日
  - 【東京オリンピック1年前・特集】2度の東京オリンピック取材を目指す89歳の現役記者、宮澤正幸さん (3)  2019年7月26日
  - 【東京オリンピック1年前・特集】2度の東京オリンピック取材を目指す89歳の現役記者、宮澤正幸さん (4)  2019年7月27日

### 柔道
- JOC - 第2回：「柔道無差別、神永の敗戦を見守ったひとりの記者・宮澤正幸氏」  JOC　財団法人日本オリンピック委員会 2004年5月27日
- 目次 講道館『柔道』平成17年5月号
- 日刊スポーツ　訃報　猪熊功 nikkansports.com  2001年9月30日

### 相撲
- 日刊スポーツ 社会TOP おくやみ 花田満 nikkansports.com 2005年5月30日

### 拓殖大学
- 「思い出の箱根駅伝」 - ウェイバックマシン（2003年8月30日アーカイブ分）
- 「拓大レスリング部グレコ選手権3連覇祝賀会!」 - archive.today（2013年4月27日アーカイブ分） 疋田周二
- 「豊田雅俊選手の壮行会…拓大」 - ウェイバックマシン（2005年2月1日アーカイブ分） 財団法人日本レスリング協会